# 六角満綱
六角 満綱（ろっかく みつつな）は、室町時代前期から中期にかけての武将・守護大名。近江国守護。六角氏9代当主。官位は従四位下・大膳大夫。

## 生涯
応永8年（1401年）、六角満高の子として誕生。
応永23年（1416年）に父が亡くなり家督と近江守護職を継承した。正室が3代将軍・足利義満の娘であることから6代将軍・足利義教の信任を受け、永享6年（1434年）には比叡山延暦寺と対立し京極持高と共に延暦寺攻撃に加わり、近江国内の延暦寺領を没収していった。しかし、嘉吉元年（1441年）の嘉吉の乱で義教が赤松満祐に暗殺されると後ろ盾を失い、同時に発生した嘉吉の徳政一揆で領内は混乱、延暦寺にも一揆の首謀者と疑われ、京都屋敷を襲撃されて近江に逃亡した。
同年に近江守護を解任され、家督と守護職を嫡男・持綱に譲ったが、文安2年（1445年）、反対勢力に擁立された次男・時綱によって持綱と共に自刃した。